# Black Country Rangers F.C.
Câu lạc bộ bóng đá OJM Black Country Rangers là một câu lạc bộ bóng đá có trụ sở ở Brierley Hill ở West Midlands. Đội hiện là thành viên của Midland League Division One và thi đấu trên sân Hillcrest Avenue.

## Lịch sử
Câu lạc bộ được thành lập vào năm  1996. Năm 2007, đội tham gia Division Two của West Midlands (Regional) League. Câu lạc bộ vô địch Division Two mùa giải 2009-10, giành quyền thăng hạng lên Division One. Đội đã vô địch Division One the mùa giải tiếp theo và được thăng hạng lên Premier Division.
Mùa giải đầu tiên của Black Country Rangers ở Premier Division hứng kiến đội kết thúc với tư cách á quân. Câu lạc bộ cũng đã giành được JW Hunt Cup, đánh bại AFC Wulfrunians 4-3 trong trận chung kết. Đội đã giành được cúp vào mùa giải sau đó với chiến thắng 4-3 trước Wolverhampton Casuals. Vào năm 2018, câu lạc bộ đã được tái cấu trúc và đổi tên thành Câu lạc bộ bóng đá Black Country, mặc dù đội một tiếp tục thi đấu dưới tên Black Country Rangers.

## Danh hiệu
- West Midlands (Regional) League
  - Vô địch Division One 2010-11
  - Vô địch Division Two 2009-10
- JW Hunt Cup
  - Vô địch 2011-12, 2012-13

## Kỉ lục
- Thành tích tốt nhất tại Cúp FA: Vòng sơ loại, 2013-14[2]
- Thành tích tốt nhất tại FA Vase: Vòng Hai, 2012-13[2]